# Лхоцзе

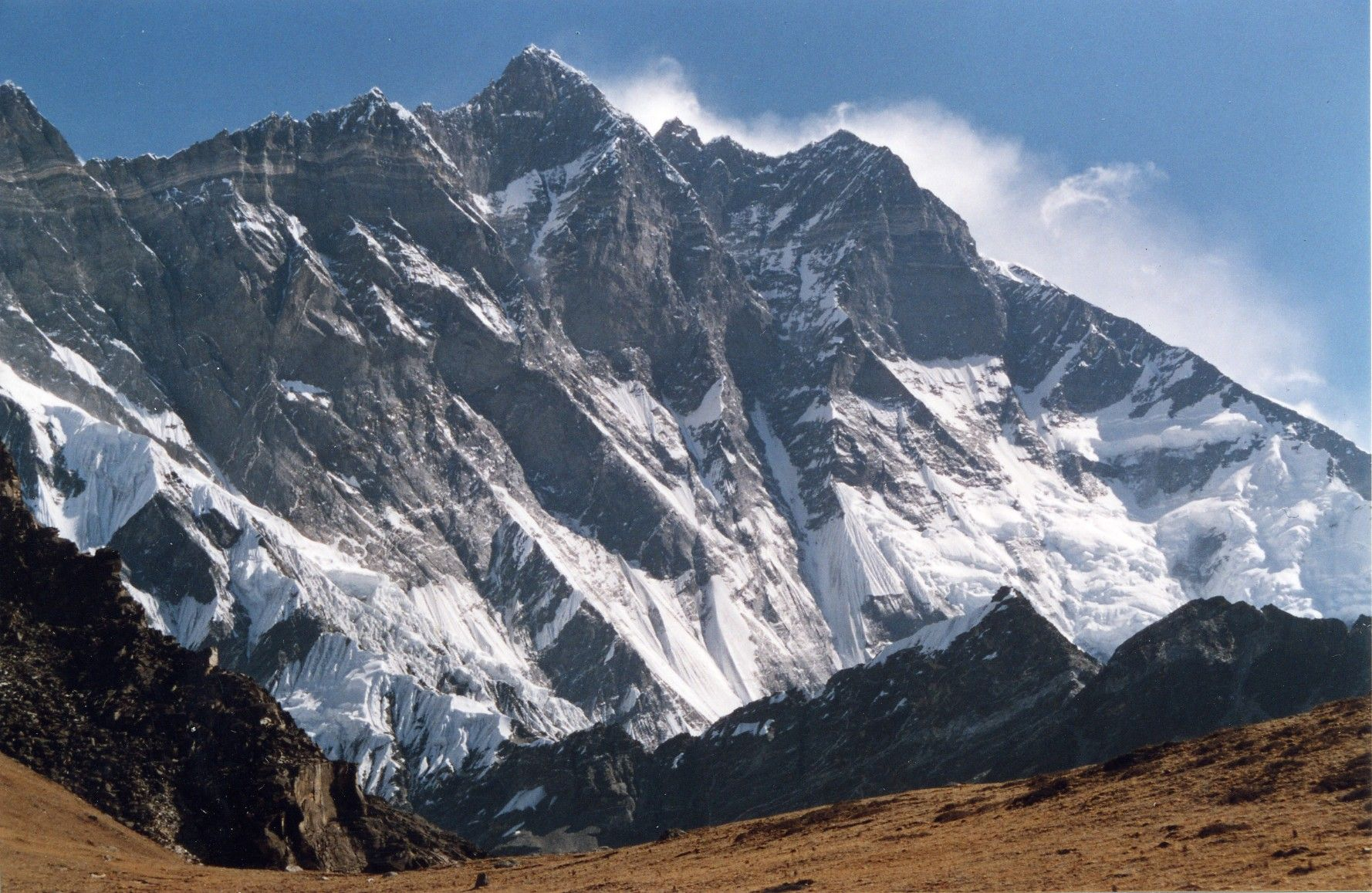
Южная стена Лхоцзе

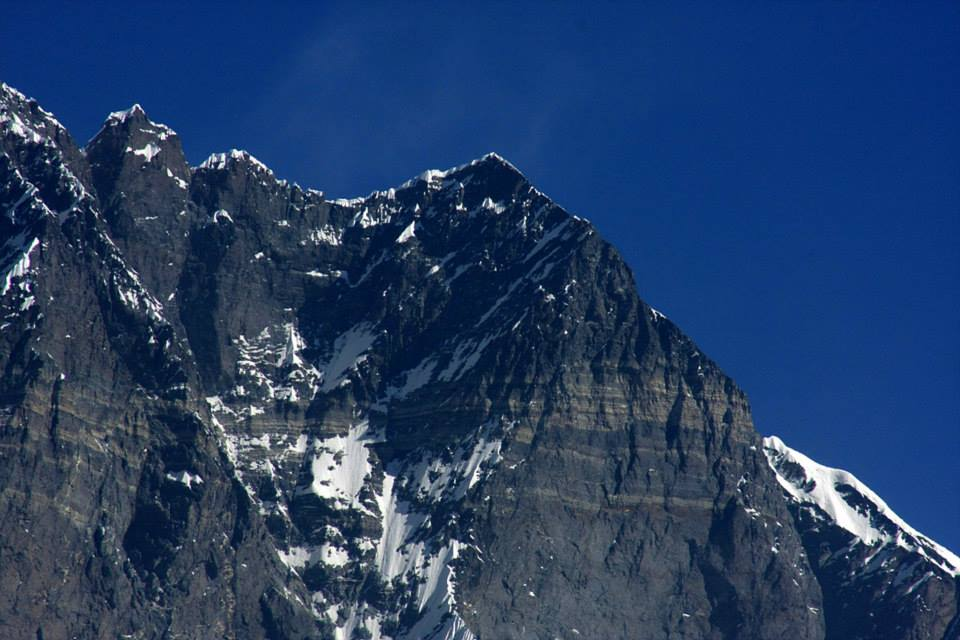
Лхоцзе Шар, выдающийся пик в левом верхнем углу — Лхоцзе-Кьи

Лхоцзе́, Лходзе, Лхоце (непальск. ल्होत्से, тиб. ལྷོ་རྩེ, Вайли: lho rtse, тиб. пиньинь: Lhozê ‘южная вершина’, кит. трад. 洛子峰, пиньинь Luòzǐ Fēng) (8516 м) — гора в Гималаях. Четвёртый по высоте восьмитысячник мира. Находится на границе Китая (Тибетский автономный район) и Непала в горном хребте Махалангур-Гимал. Входит в состав национального парка Сагарматха (Непал).

## География
Гора Лхоцзе находится в хребте Махалангур-Гимал на границе Непала с Китаем в 3 км к югу от Джомолунгмы и отделена от неё перевалом Южное седло (7906 м). От Южного седла до главной вершины перепад высот составляет 610 метров.
Лхоцзе имеет форму трёхгранной пирамиды с выраженными южной, восточной и западной (иногда называется северо-западной) стенами, разделённых протяжёнными гребнями. В гребнях массива Лхоцзе выделяют восемь вершин:
| Название       | Название | Высота, м | Координаты | Координаты |
| рус.           | тибет.   | Высота, м | с. ш.      | в. д.      |
| -------------- | -------- | --------- | ---------- | ---------- |
| Лхоцзе         | ལྷོ་རྩེ      | 8516      | 27°57′43″  | 86°55′57″  |
| Лхоцзе-Нуп I   | ལྷོ་རྩེ་ནུབ་༡ | 8415      | 27°57′39″  | 86°55′51″  |
| Лхоцзе-Кьи I   | ལྷོ་རྩེ་ཀྱི་༡  | 8413      | 27°57′38″  | 86°56′15″  |
| Лхоцзе-Шар     | ལྷོ་རྩེ་ཤར   | 8383      | 27°57′32″  | 86°56′15″  |
| Лхоцзе-Кьи II  | ལྷོ་རྩེ་ཀྱི་༢  | 8372      | 27°57′36″  | 86°56′24″  |
| Лхоцзе-Чанг I  | ལྷོ་རྩེ་བྱང་༡ | 8275      | 27°57′51″  | 86°55′56″  |
| Лхоцзе-Чанг II | ལྷོ་རྩེ་བྱང་༢ | 8117      | 27°58′5″   | 86°55′57″  |
| Лхоцзе-Нуп II  | ལྷོ་རྩེ་ནུབ་༢ | 7942      | 27°58′33″  | 86°55′23″  |

Две вершины восточного гребня, превышающие высоту 8000 м — Лхоцзе-Кьи I (Лхоцзе-Средняя) и Лхоцзе-Шар, имеют самостоятельную, с точки зрения привлекательности для альпинистов, значимость. До 2001 года Лхоцзе-Кьи входила в Книгу рекордов Гиннесса как единственная непокорённая вершина выше 8000 метров.

## История восхождений
Первое восхождение на вершину Лхоцзе Главную было совершено 18 мая 1956 года швейцарцами Эрнстом Райссом и Фрицем Лухзингером в ходе Швейцарской экспедиции на Эверест 1956 (англ. Schweizerische Mount Everest-Expedition 1956) по Западной стене (классический маршрут), а на Лхоцзе-Шар 12 мая 1970 года австрийцами Зеппом Майерлом и Рольфом Вальтером по северо-восточному гребню.
23 мая 2001 года после многих безуспешных попыток была покорена Лхоцзе-Кьи. На её вершину первыми взошли участники Российской экспедиции под руководством Виктора Козлова и Николая Чёрного: Евгений Виноградский, Сергей Тимофеев, Алексей Болотов и Пётр Кузнецов (в последующие дни Юрий Кошеленко, Николай Жилин, Глеб Соколов, Виктор Володин и Владимир Яночкин). Е. Виноградский, С. Тимофеев и Г. Соколов после этого восхождения стали единственными в мире покорителями всех трёх вершин массива.

## Маршруты и наиболее значимые достижения
По состоянию на 2016 год на Лхоцзе проложено наименьшее число маршрутов по сравнению с другими восьмитысячниками планеты: на Лхоцзе Главную три, на Лхоцзе Шар два, на Лхоцзе-Кьи один.
В 1984 году на Лхоцзе Шар был проложен новый маршрут по сложной Южной стене чехословацкой экспедицией: 19 мая на вершину поднялся Золтан Демьян, 20 мая — Петер Божик, Ярик Стейскал и Йосеф Раконцай; все без использования дополнительного кислорода.
31 декабря 1988 года первое и единственное в истории зимнее восхождение на Лхоцзе Главную по классическому маршруту совершил поляк Кшиштоф Велицкий. Многочисленные попытки зимнего восхождения на вершину по Южной стене японского альпиниста Осаму Танабе (англ. Osamu Tanabe, погиб во время восхождения на Дхаулагири 28 сентября 2010 года) не имели успеха (зимой 2006 года он не дошёл до вершины считанные метры).
В 1990 году о новом маршруте и восхождении на Главную вершину по Южной стене заявил словенский альпинист Томо Чесен (24 апреля). Однако его достижение было поставлено под сомнение альпинистским сообществом.
В октябре 1990 года на Лхоцзе Главную советской экспедицией под руководством А. Шевченко был проложен новый маршрут по Южной стене, которую Райнхольд Месснер назвал «Стеной XXI века»: «Подъём по стене Лхоцзе — не просто восхождение на восьмитысячник, это кульминация альпинизма. Конечно, есть и останутся другие непройдённые стены в Гималаях и Каракоруме, но равных Южной стене Лхоцзе в мире нет, это маршрут 21 века». Восхождение по нему на вершину совершили Сергей Бершов и Владимир Каратаев. Ранее неоднократные попытки прохождения стены предпринимали польские альпинисты, в числе которых был Ежи Кукучка (второй после Р. Месснера восходитель на все 14 восьмитысячников Земли).
10 мая 1996 года на Лхоцзе Главную взошла первая женщина — француженка Шанталь Модюи.
16 мая 2010 года первое (одиночное) восхождение по северному гребню на Главную вершину совершил Денис Урубко.
До 1996 года рекорд скорости восхождения на Лхоцзе Главную принадлежал Карлосу Карсолио — 13 мая 1994 года он поднялся на вершину из базового лагеря за 23 часа 50 минут. 17 мая 1996 года на вершину за 21 час 16 минут (по классическому маршруту) поднялся Анатолий Букреев. 14 мая 2011 года американец Майкл Хорст поднялся на Эверест и Лхоцзе за 21 час (от Южного седла).
Непройденными остаются Восточная стена Лхоцзе, а также траверс всех трёх вершин.
15 мая 2018 года на вершину поднялся 79-летний японский альпинист Тацуо Мацумото (Tatsuo Matsumoto) ставший старейшим в мире альпинистом, который когда-либо ступал на вершину этой горы.
30 сентября 2018 года два американских альпиниста Джеймс Уайт Моррисон (James White Morrison) и Хилари Нельсон совершили первый в истории альпинизма горнолыжный спуск с вершины. Они спустились с вершины до отметки второго высотного лагеря по так называемому маршруту Мечты («Dream Line») — идущего по кулуару на западной стене горы
22 мая 2019 года Нирмал Пурджа покорил Лхоцзе через 10 часов и 15 минут после того, как поднялся на Джомолунгму.

## Статистика восхождений
По официальной статистике в период с 1950 по 2006 год на все вершины Лхоцзе было совершено 252 попытки восхождения, из которых 26,7 % удачных. Погибло 9 спортсменов. Среди погибших Ежи Кукучка (1989 — срыв с Южной стены) и Владимир Башкиров (1997 — остановка сердца).

## Комментарии
1. ↑  Во многих источниках фигурирует информация о первой попытке восхождения на Лхоцзе Шар японской экспедицией 1965 года. Однако в официальном отчёте Japanese Mt. Everest Expedition (HIROMI OHTSUKA), 1970 (Himalayan Journal vol.31, 1971[9]) указано, что в 1965 году любые восхождения в районе Эвереста были запрещены Правительством Непала. Возможно речь идёт о Швейцарской экспедиции на Эверест, которая достигла высоты 8100 метров и исследовала ледник Лхоцзе.